# Península Anderson

A Península Anderson é uma península baixa coberta de gelo, 7 milhas (11 km) de comprimento, terminando no Cabo Belousov. Se situa entre a plataforma de gelo Gillett e a geleira Suvorov na margem costeira das Colinas Wilson, na Antártida. Foi mapeada pelo Serviço Geológico dos Estados Unidos a partir dos levantamentos e das fotos aéreas da Marinha dos Estados Unidos em 1960–64 e recebeu o nome do Advisory Committee on Antarctic Names (Comitê Consultivo para Nomes Antárticos) (US-ACAN) do tenente (mais tarde capitão) Richard E. Anderson, Corpo de Engenheiros Civis, Marinha dos Estados Unidos, oficial de trabalhos públicos da base na Enseada de McMurdo durante a Operação Deep Freeze I e II. Passou o inverno na área de McMurdo durante a última operação em 1957.